# Libnotes hopkinsi
Libnotes hopkinsi là một loài ruồi trong họ Limoniidae. Chúng phân bố ở miền Australasia.